# 오스발도 비에이라 국제공항

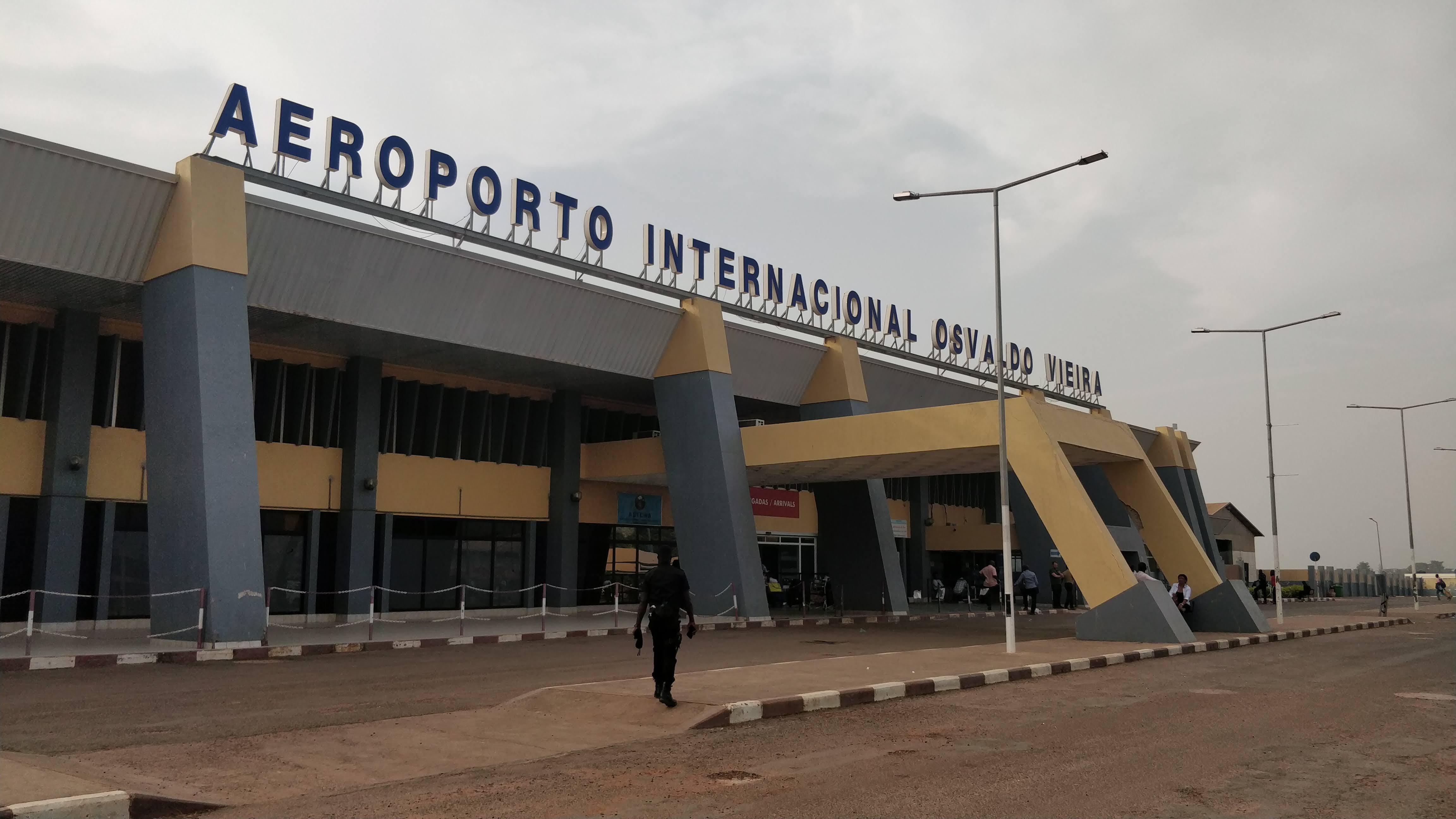

오스발도 비에이라 국제공항(IATA: OXB, ICAO: GGOV) 또는 비사우-비살랑카 공항(Bissau-Bissalanca Airport)은 기니비사우의 수도인 비사우시와 비사우 수도권 지역에 서비스를 제공하는 국제공항이다. 기니비사우 유일의 국제공항이다.
이 공항은 비사우와 인접한 사핌(Safim) 도시 구역의 비살랑카(Bissalanca) 지구에 위치하고 있다.

## 시설
오스발도 비에이라 국제공항에는 03/21 방향으로 길이가 3,200미터(10,500피트)인 1개의 활주로가 있다. 이 활주로의 고도는 39m(128피트)이다. 이 활주로는 기니비사우에 있는 세 개의 포장된 활주로 중 하나이기도 하다.